# Góry Domeyki

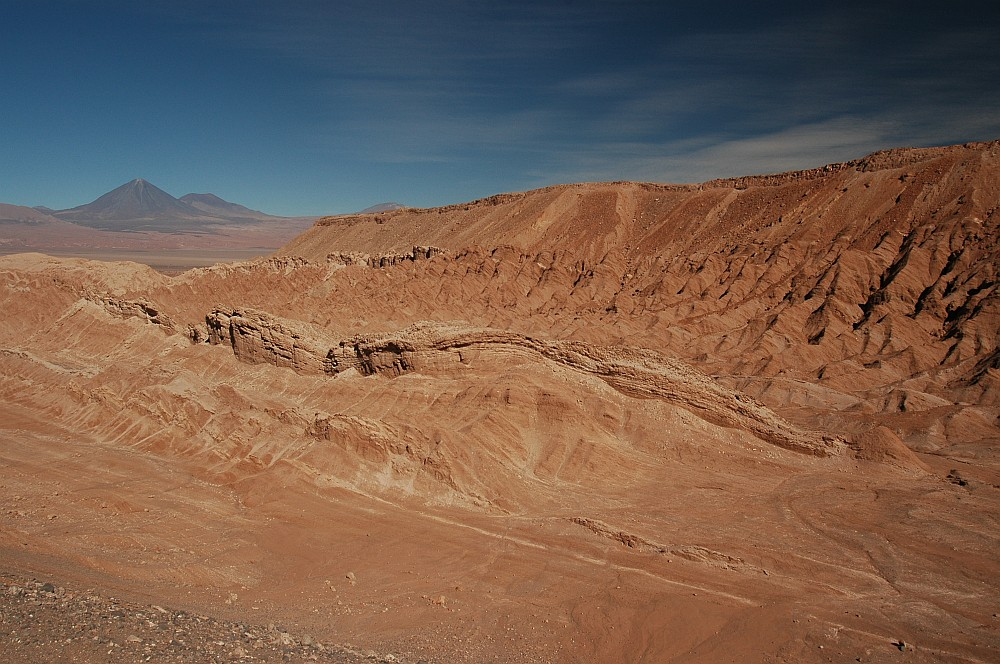
Cordillera de la Sal (Góry Solne) – część Gór Domeyki, w oddali widać szczyty Licancabur i Juriques.

Góry Domeyki (hiszp. Cordillera Domeyko) – pasmo górskie w Andach, w północnym Chile, na zachód od Salar de Atacama. Pasmo ma przebieg południkowy i rozciąga się na długości około 600 km. Najwyższy szczyt Gór Domeyki to Cerro Quimal o wysokości 4278 m n.p.m.
Masyw został utworzony z materiałów intruzyjnych i paleozoicznych i rozciąga się w formie płaskowyżu wrzynającego się między Kordylierą Nadbrzeżną a łańcuchem Andów. Stanowi granicę dwóch stref zimnych i suchych: pustyni Atakama w depresji Centralnej i Puna de Atakama, na południowym skraju płaskowyżu andyjskiego w północno-zachodniej Argentynie. Pustynia Atakama jest pasem o długości 1000–1500 km i 900 m wysokości. Zawiera liczne solniska umiejscowione na wysokościach sięgających 2400 m (Pajonales, Punta Negra, Pedernales Isla, Aufrero, Maricunga) zwiększających zasolenie Atakamy. Puna de Atacama w Argentynie, o długości 320 km, 240 km szerokości i wysokości między 3300 i 4000 m, jest również strefą kopalni soli. 
Klimat jest skrajnie suchy i tylko na dnie niektórych dolin i załamań terenu istnieją ślady życia. Wpływ mgły pozwala na utrzymanie tej wegetacji, a wpływ prądu El Niño powoduje obfite deszcze w krótkiej porze deszczowej. Rzeka Loa, przepływająca przez ten obszar, niesie swe wody z gór do Pacyfiku, przecinając Kordylierę Nadbrzeżną i pustynię Atacama, gdzie tworzy szeroki zakręt. Góry zawierają cenne zasoby mineralne, szczególnie miedzi i azotanów, które są wykorzystywane od około połowy XIX wieku. Kopalnia miedzi w Chuquicamata jest największą na świecie kopalnią odkrywkową. 
W 1948 roku otwarto linię kolejową, która połączyła prowincję Salta w Puna de Atacama z osiedlami położonymi na pustyni o tej samej nazwie (Atacama).
Góry Domeyki zawdzięczają swoją nazwę Ignacemu Domeyce. Nadano ją w roku jego śmierci.